# Gobierno de Jorge Batlle
El gobierno de Jorge Batlle comenzó a partir de su asunción como Presidente de la República Oriental del Uruguay el 1 de marzo de 2000, luego de ganar en la segunda vuelta de las elecciones nacionales de 1999. Este período de gobierno a nivel interno se vio marcado fuertemente por una serie de dificultades y controversias, como la crisis económica de 2002 y la epidemia de aftosa, y tuvo lugar el comienzo de las investigaciones de los crímenes ocurridos durante la dictadura cívico militar de 1973-1985. A nivel internacional, se caracterizó por un alineamiento hacia Estados Unidos y la ruptura de relaciones diplomáticas con Cuba.

## Antecedentes
En las elecciones nacionales del 31 de octubre de 1999 la fórmula frenteamplista Tabaré Vázquez-Rodolfo Nin Novoa se impuso a la colorada Jorge Batlle-Luis Hierro López y la blanca de Luis Alberto Lacalle-Sergio Abreu por un 39,06% sobre un 31,93% y un 21,72% de los votos respectivamente, sin embargo, no llegó a la mayoría absoluta de votantes que requería la Constitución, en una votación que estrenaba el nuevo sistema electoral de 1996, por lo que fue necesario recurrir a una segunda vuelta para definir la candidatura ganadora del máximo cargo del Poder Ejecutivo entre los dos partidos más votados.
En la segunda vuelta, la fórmula de Jorge Batlle-Luis Hierro López termina por imponerse sobre la de Tabaré Vázquez-Rodolfo Nin Novoa con un 52,26% de los votos emitidos en contra del 44,53% respectivamente, de esta forma accediendo a la presidencia el dirigente colorado.

## Asunción
Jorge Batlle asumió como presidente de la República, junto con Luis Hierro López que asumió como vicepresidente, el 1° de marzo de 2000, dando un discurso haciendo referencia a la unidad nacional. En su exposición prometió un paquete de ayuda para el sector agropecuario, en materia económica prometió un plan de ajuste, y en materia de derechos humanos prometió iniciar investigaciones para averiguar el paradero de los detenidos-desaparecidos uruguayos durante la dictadura de 1973-1985. A nivel internacional, expresó su intención de ampliar el Mercosur y sugirió la idea de una zona libre de comercio interamericana. Luego de terminado este discurso, bien recibido tanto por sus compañeros de coalición nacionalistas como por dirigentes de la oposición frenteamplista, juró ante la Asamblea General como manda la Constitución y luego se dirigieron a la sede del Ejecutivo para recibir la banda presidencial de manos del presidente saliente Julio María Sanguinetti.

## Gabinete

### Formación inicial
El flamante presidente formó su gabinete teniendo en cuenta el acuerdo de coalición que hizo con el Partido Nacional, así designando dentro del sector Foro Batllista del Partido Colorado a Luis Brezzo para el Ministerio de Defensa, Guillermo Stirling para el del Interior y Didier Opertti para el de Relaciones Exteriores; de Lista 15 del mismo partido Alberto Bensión para el Ministerio de Economía y Finanzas, Horacio Fernández Ameglio para el de Salud Pública, Lucio Cáceres para el de Transporte y Obras Públicas y Alfonso Varela para el de Turismo. Otros colorados designados fueron Raúl Lago como Secretario de Presidencia, Leonardo Costa como Prosecretario de Presidencia y Ariel Davrieux como director de la Oficina de Planeamiento y Presupuesto.
Los designados del Partido Nacional fueron del herrerismo Antonio Mercader para el Ministerio de Educación y Cultura y Carlos Cat para el de Vivienda; de otros sectores fueron Gonzalo González para el Ministerio de Ganadería, Sergio Abreu para el de Industria y Álvaro Alonso para el de Trabajo y Seguridad Social. Luego de creada la cartera de Deportes, este ministerio sería dirigido por Jaime Trobo, también del Partido Nacional.

### Ruptura de la coalición con el Partido Nacional y renuncia de los ministros blancos
Con la crisis económica de fondo, el 28 de octubre de 2002 el Directorio del Partido Nacional resolvió retirar a los ministros blancos del Poder Ejecutivo —decisión que no fue adoptada por unanimidad sino 9 a 6 con apoyos desde el Herrerismo y Alianza Nacional pero con detracciones desde Correntada Wilsonista y algunos intendentes blancos—, acusando al gobierno de Jorge Batlle de una incapacidad patológica para decidir. El presidente del partido, Luis Alberto Lacalle incluso llegó a decir que los blancos eran responsables de haber logrado la elección de Batlle, pero que si fuera posible volver para atrás, hubiera cambiado sus votos. Por su parte, la disidencia acusaba que esta decisión era un acto de irresponsabilidad.
Esta decisión fue puesta en consideración para que la Convención del Partido Nacional decidiera si se ratificaría, modificara o anularía, previsto para reunirse el 3 de noviembre próximo. Llegada la fecha, la Convención decidió por 291 votos a favor y 112 en contra confirmar el retiro de sus ministros como había dispuesto el Directorio, adoptada en una sesión con un clima conflictivo y hostil, con descalificaciones e insultos entre ambos bandos. Apoyaron la decisión dirigentes del Herrerismo y de Alianza Nacional, y estuvieron en contra aquellos de Desafío Nacional, Correntada Wilsonista y algunos intendentes del interior.
El 13 de noviembre siguiente, Jorge Batlle —que ya estaba enterado de esta movida desde aquella resolución del Directorio del Partido Nacional— aceptó la renuncia de los ministros nacionalistas y como su reemplazo puso en los cargos vacantes a varios políticos colorados.

## Política nacional

### Conflictividad sindical
Durante este período gubernamental hubo un elevado nivel de conflictividad sindical ya a inicios del gobierno batllista. A nivel nacional, antes de comenzar la caída económica del 2002, fomentada por la central sindical PIT-CNT con fines ideológicos para contrarrestar la política liberal llevada a cabo por el gobierno de Batlle. Esta conflictividad sindical desembocó el 31 de mayo de 2000 en un paro general contra la Ley de Urgente Consideración de esa época y las privatizaciones que allí se establecían, pero además por otros asuntos laborales como el salario. Este paro, con varios puntos de concentración en el país, en algunos casos tuvo incidentes violentos con pedradas e insultos.
A nivel departamental en Montevideo, había emergido un conflicto entre el sindicato ADEOM de empleados municipales y el ejecutivo departamental, a cargo del intendente Mariano Arana, debido a la privatización parcial del servicio de recolección de residuos urbanos.
En la Universidad de la República desde el 23 de septiembre se suscitó un paro con paralización de actividades promovido por los gremios de docentes y funcionarios, con el apoyo de la Federación de Estudiantes Universitarios del Uruguay, por mejoras del presupuesto de la Universidad de la República. Este paro se extendió hasta finales de ese año cuando el paro fue levantado por los estudiantes, sin haber logrado que quedaran colmadas completamente en la Ley de Presupuesto las aspiraciones.

### Medio ambiente y cambio climático

#### Avances en política medioambiental
En materia medioambiental se promulgó la Ley Marco en Medio Ambiente n.° 17283 del 28 de noviembre de 2000, reglamentaria del artículo 47 de la Constitución como forma de llenar el vacío legal existente sobre el tema. El proyecto de ley se basó en el trabajo que se venía haciendo en la legislatura anterior con la participación de técnicos, organizaciones no gubernamentales, la Cámara de Industrias del Uruguay y la Universidad de la República. El propósito de esta norma era declarar al medio ambiente como materia de interés general, promover su protección, la conservación de la biodiversidad, la prevención y mitigación de los impactos ambientales negativos además del manejo adecuado y regulado de sustancias tóxicas o peligrosas y de los residuos, y la cooperación ambiental regional e internacional.
Reconoció el derecho de los habitantes de la República a ser protegidos en el goce de un ambiente sano y equilibrado, además del deber de las personas físicas y entidades jurídicas de abstenerse de realizar actos con consecuencias graves en el medio ambiente. Asimismo el Estado y demás organismos públicos tienen el deber de proteger el ambiente, recuperar o exigir la recuperación del ambiente cuando este haya sido deteriorado y de propiciar un modelo de desarrollo sostenible ambientalmente, entendiéndose por desarrollo sostenible como aquel que satisface las necesidades del presente sin comprometer la capacidad de las generaciones futuras de satisfacer las suyas. Los organismos públicos también debían promover la educación ambiental.
También se estableció como prioridad el establecimiento de una política nacional de medio ambiente y desarrollo sostenible. Se encargó al Ministerio de Vivienda, Ordenamiento Territorial y Medio Ambiente la tarea de coordinar la gestión ambiental y la realización de un informe ambiental anual. La ley facultó a este ministerio para delegar tareas a los gobiernos departamentales.
La norma no solo previó aspectos generales sino que también reguló algunas disposiciones especiales vinculadas con la capa de ozono, cambio climático, sustancias químicas, residuos y bioseguridad. Entre ellas, prohibió las emisiones de sustancias o energías poniendo en peligro la salud humana, de la biodiversidad o del ambiente, en contravención de los límites o condiciones establecidos por la autoridad ambiental. Estableció que el ministerio regularía los límites en la producción, comercialización y uso de sustancias que afecten la capa de ozono.
El trámite parlamentario fue relativamente rápido: la norma se aprobó en siete meses y con relativa unanimidad del espectro político. Sin embargo, un aspecto que suscitó controversias fue el de la información ambiental. Dos legisladores oficialistas del Partido Colorado (Pais y Bergstein) plantearon objeciones a que cualquier persona pudiera acceder a información sobre el medio ambiente elaborada en los informes, por considerarlo excesivo y obstaculizador, mientras que desde la oposición en el Frente Amplio defendían el libre acceso a esta información, así democratizando la discusión sobre el ambiente. Al final la disposición quedó como venía, estipulando que cualquier interesado podía tener acceso a la información. Otro aspecto controvertido era la obligación del Ministerio de remitir el informe anual a la Asamblea General y a organizaciones no gubernamentales ambientales que, según Bergstein en el primer caso no correspondía enviarlo y en el segundo no quedaba claro si se enviaba a algunas o a todas. Al final se eliminó la obligación de entregar a las ONG y se añadió la referencia a los gobiernos departamentales.

#### Contaminación ambiental por plomo y casos de plombemia
En 2001 se descubrió la existencia de una considerable contaminación con plomo en el barrio de La Teja de la ciudad de Montevideo, luego de que ante síntomas de anemia y dolores de cabeza en menores de la zona, se hicieran análisis que confirmaron el envenenamiento con plomo. La plombemia o saturnismo es producto del envenenaniemto con plomo, que es un metal neurotóxico que afecta a casi todos los órganos y sistemas del cuerpo. En la zona, donde vivían varias familias de nivel socioeconómico bajo en asentamientos irregulares, se detectaron niveles muy altos de contaminación en el suelo, en un área propensa a inundarse, que a su vez existía la presencia de aguas altamente contaminadas por la fábrica cerrada de una metalúrgica y la planta de la empresa estatal ANCAP. Se conformó una comisión con técnicos y autoridades a cargo del Ministerio de Salud Pública para atender la situación, luego de fuertes presiones sociales ante la falta de respuesta pública. Las familias afectadas comenzaron a realizar protestas públicas para que fueran realojados.

### Crisis sanitaria por aftosa
En Uruguay, hasta entonces un país libre de aftosa, el 25 de noviembre de 2000 se detectó un foco de aftosa en el paraje de Chiflero en el departamento de Artigas, que trajo como consecuencia el cierre de fronteras de Argentina y Brasil a la entrada de ganado o carne proveniente de Uruguay, la suspensión de envíos al exterior y frigoríficos que se negaron a aceptar la carne uruguaya. Con esto se perdieron importantes mercados, que se sumaron a la restricción desde México a la entrada de carne uruguaya a mediados de septiembre cuando aún no había llegado al país pero se reportaban focos de la enfermedad en Argentina y Brasil. Como medida de urgencia el gobierno dispuso aplicar una política de «rifle sanitario», sacrificando a más de 5000 animales, controlando momentáneamente el brote de la enfermedad. Para entonces Uruguay ya había perdido el distintivo de «país libre de aftosa sin vacunacion», deseable para el mejor acceso a los mercados internacionales.
Sin embargo, en mayo de 2001 surgió otro brote de la enfermedad, por lo que se decidió hacer una campaña de vacunación masiva. La epidemia trajo importantes consecuencias económicas y sociales: se prohibió la movilización del ganado en todo el país, la faena y exportación de cualquier producto cárnico y la caza deportiva. Los contenedores con carne uruguaya en tránsito ya vendida al extranjero fueron devueltos a Uruguay al haber sido rechazados. Debido a la pérdida de mercados, miles de trabajadores del sector frigorífico terminaron en seguro de paro y hubo problemas financieros en la cadena de pago del sector. Se suspendieron las ferias agropecuarias en las que haya ganado, además de suspenderse las clases en centros de educación primaria, secundaria, técnica y de formación docente en varios departamentos.

### Derechos humanos

#### Hallazgos de familiares de desaparecidos
El 31 de marzo el presidente Batlle anunció que en una investigación se encontró a la nieta del poeta Juan Gelman, que había sido abducida al nacer. Juan Gelman se reunió con Jorge Batlle y en conferencia de prensa hablaron del asunto. El análisis de ADN posteriormente confirmó la identidad de Macarena Gelman.

#### Comisión para la Paz
El presidente Jorge Batlle a través de la resolución n.° 858/000 del 9 de agosto de 2000 creó la Comisión para la Paz, un organismo de investigación en materia de derechos humanos en la órbita de Presidencia de la República con el propósito de determinar la situación de los detenidos-desaparecidos durante la dictadura cívico-militar de 1973-1985, así como el paradero de los menores desaparecidos durante ese régimen, buscando dar un cierre a esa situación y llegar a una paz entre los uruguayos. Para cumplir con este fin, se dotó a la Comisión de facultades para recibir, clasificar, recopilar y analizar la información sobre desapariciones forzadas ocurridas durante la dictadura, al finalizar sus actuaciones debía elaborar y presentar un informe final con sus conclusiones sobre las denuncias de desapariciones recibidas y en el caso de ser pertinente hacer sugerencias sobre medidas legislativas o reparatorias a tomar. Estaba integrada por el monseñor Nicolás Cotugno, el sindicalista José D'Elía, el sacerdote Luis Pérez Aguirre, y los abogados José Claudio Williman, Gonzalo Fernández y Carlos Ramela.
La Comisión elevó su informe el 10 de abril de 2003, que fue aceptado por el Poder Ejecutivo en todos sus términos como la versión oficial sobre la situación de los detenidos-desaparecidos durante la dictadura. En el informe la Comisión cuestionó la forma de actuar de la dictadura y que los desaparecidos fueron asesinados luego de que la guerrilla izquierdista ya había sido derrotada. Menciona que mediante la tortura, detención ilícita y desaparición forzada, los agentes estatales, en ejercicio de su función pública, obraron al margen de la ley y emplearon métodos represivos ilegales.
Parte del informe fue cuestionado públicamente, entre otras, en referencia a la mención de 24 casos de desaparecidos a partir de 1973, cuyos restos habrían sido exhumados a fines de 1984, cremados y arrojados al Río de la Plata, afirmación que luego se demostró ser falsa. Jorge Errandonea agrega además que la Comisión no contaba con los medios materiales, humanos y jurídicos como para llevar a cabo investigaciones verdaderas, ni con poderes inquisitivos para ejercer una coerción sobre los que presuntamente retenían la información. Sobre su objetivo de dar paz y un cierre, mencionó que en realidad lo que se trataba de cumplir era con una obligación del Estado y no un imperativo moral.
La Comisión para la Paz contribuyó decisivamente a desmarginalizar la temática de los derechos humanos en la agenda pública, y en vez de «sellar» el tema de las violaciones a los derechos humanos durante la dictadura como pretendía Jorge Batlle para la Comisión, sentó la base para que se instalara en la agenda política y mediática de su tiempo, además de incorporar a todos los sectores sociales y políticos en la Comisión. Sugirió vagamente la necesidad de educar y promover la cultura de los derechos humanos y del Estado de Derecho, además de recomendar la ratificación de tratados y convenciones internacionales en materia de derechos humanos y revisar las normas nacionales vigentes para contemplar delitos contra la humanidad como la tortura, el genocidio o la desaparición forzada, ya previstos en el derecho comparado, todo aquello como garantía de que estos sucesos no vuelvan a ocurrir.

### Política tributaria
El período 2000-2003 se caracterizó por una serie de ajustes fiscales, donde se elevaron las tasas de los impuestos al consumo y llegando a máximos históricos en las tasas del Impuesto a las Retribuciones Personales (IRP).
Varios de los cambios, realizados por la recesión y crisis económica, impactaron mayormente a los sectores de ingresos fijos, que tributaban IRP, Impuesto al Valor Agregado (IVA), Impuesto Específico Interno (IMESI), etc. Sin embargo, un aspecto característico de su ideología liberal estaba en que se impulsaron reducciones tributarias en los aportes patronales a la seguridad social de ciertos sectores como el agropecuario, industria y transporte, además de eximir del pago del Impuesto al Patrimonio (IP) al sector agropecuario, con el argumento de propender aumentar la actividad económica del área productiva y así fomentar la generación de empleos.
Se creó el Impuesto de Contribución al Financiamiento de la Seguridad Social (COFIS), un impuesto que gravaba las importaciones de bienes industrializados y las enajenaciones de tales bienes, nacionales o importados, bajo cualquier título, realizadas a organismos públicos, empresas y a aquellos incluidos en el hecho generador del IVA o del IMESI, además de gravar los servicios de agua, electricidad y comunicaciones brindados por empresas públicas. La tasa del impuesto era de un 3%.
Se eliminó el Impuesto a los Ingresos de las Compañías de Seguros y en su lugar se instituyó el nuevo Impuesto a los Ingresos de las Entidades Aseguradoras (Título 6 del Texto Ordenado de la DGI 1996 - Decreto N° 338/996), que grava los ingresos brutos percibidos por las entidades del sector público o privado que trabajen en el sector de seguros, que comprende aquellos percibidos de la contratación, renovación, prórroga o ampliación de seguros que cubran riesgos en el país o de residente en el país. Entre los sujetos pasivos del impuesto, en calidad de contribuyentes son el Banco de Seguros del Estado y demás empresas aseguradoras, y en calidad de responsables quienes intervengan en operaciones de seguros con aseguradoras no habilitadas a operar en Uruguay. Las tasas del impuesto, aplicables sobre el monto imponible, varían dependiendo del tipo de seguro, por ejemplo, entre los seguros en caso de daño en bienes o el patrimonio, hasta el 15% para la cobertura de incendios, robo hasta el 5%, marítimo hasta el 2%. En los seguros de vida, la tasa es de hasta el 0,5%.

### Crisis económica de 2002
La crisis económica del 2002 fue la culminación del período de recesión económica que vivió Uruguay desde fines de 1998, en donde la insolvencia financiera afectó al sector bancario del país, golpeado además por los fraudes de los casos Rohm y Peirano, que ocasionó el colapso económico del país y una crisis sociocultural que se extendió por años.

#### El fraude de los hermanos Rohm y crisis del Banco Comercial
A mediados de enero de 2002 se divulgó que los hermanos Carlos y José Rohm, copropietarios nacionales del Banco Comercial desde su controvertida privatización durante el gobierno de Luis Alberto Lacalle, habían vaciado el Banco Comercial.
Ante la noticia del fraude, el 28 de enero de 2002 los representantes locales de los copropietarios extranjeros del Banco Comercial (JP Morgan, Dresdner Bank y Credit Suisse First Boston) anunciaron que retiraron la confianza en la administración local del banco y que no iban a inyectar dinero para rescatarlo, dejándolo a su suerte. Esta noticia llevó a Batlle a llamar por teléfono a ellos para intentar convencerlos de lo contrario, sin embargo los socios extranjeros se mantuvieron en su postura y llevó a Batlle a realizar expresiones fuertes como decir que iba a encerrarlos.

#### El caso Peirano y caída de los bancos Montevideo y la Caja Obrera
El Caso Peirano fue una investigación y proceso judicial uruguayo sobre lavado de activos y fraude ocurrido en 2002. El suceso es conocido por haber sido la mayor crisis bancaria uruguaya, la estafa se calculó en más de 800 millones de dólares y la consiguiente pérdida de confianza en el sistema financiero del país.

### Autorización para la instalación de las primeras plantas de celulosa
En julio de 2004 la empresa finlandesa Botnia (hoy UPM) anunció la intención de instalar una planta industrial de producción de celulosa en Uruguay si desde el gobierno les otorgaba exoneraciones impositivas y el amparo de la planta bajo un régimen de zona franca, con una inversión multimillonaria. La elección de Uruguay se basaba en la estabilidad política del país, la abundancia de materia prima (por las políticas de forestación de los gobiernos anteriores) aparte de haber adquirido el 60% de una empresa uruguaya de plantación de eucaliptos y por la excelencia en recursos humanos. Con esta inversión el producto interno del país subiría 1,4% para el 2011 y las exportaciones en 160 millones de dólares. Además, crearía más de 4000 puestos de trabajo, la población local en Río Negro aumentaría y el empleo a nivel departamental subiría un 32%.
Batlle le otorgó la autorización a Botnia para construir la planta además de un puerto en Nueva Palmira y una fábrica de químicos de la finlandesa Kemira en el predio.

### Regulación del trabajo sexual
El 4 de julio de 2002 se promulgó la ley sobre el trabajo sexual n.° 17 515 (en adelante, LTS), que estableció un marco legal para las personas que ejercen el trabajo sexual. La LTS nació de la iniciativa de la Asociación de Meretrices Profesionales de Uruguay. Su enfoque parte de un punto de vista «regulacionista» en vez del enfoque «abolicionista» de la ley n.° 8080 de 1927 que combate el proxenetismo. Sin embargo del espíritu de protección hacia las mujeres trabajadoras sexuales que se ha mencionado, para el jurista Federico Fascioli Caorsi la ley esconde una visión «higienista» y una «mirada delictiva» hacia las trabajadoras sexuales.
Esta ley creó un Registro Nacional del Trabajo Sexual en donde las personas que lo ejercen deben anotarse, llevado por los Ministerios de Salud Pública y del Interior. Implementó la creación de un carné habilitante y estudios para evitar la transmisión de enfermedades de transmisión sexual. La LTS también previó la creación de zonas rojas en donde podían establecerse prostíbulos y la prohibición de establecerlas en donde hayan establecimientos educativos.

## Política exterior

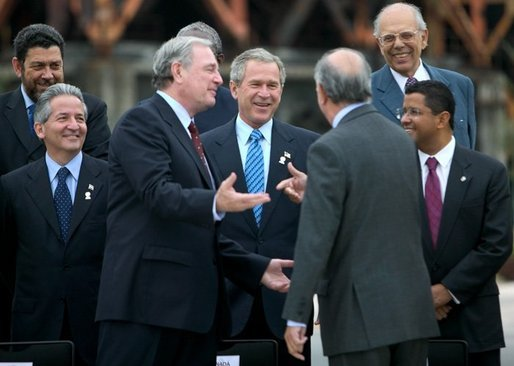
Jorge Batlle y otros mandatarios extranjeros durante la Cumbre Extraordinaria de las Américas de Monterrey, México, en enero de 2004.

### Ruptura de relaciones diplomáticas con Cuba
En abril de 2002 el presidente Batlle anunció que rompía las relaciones diplomáticas con Cuba luego de los incidentes ocurridos con el dirigente cubano Fidel Castro. La situación se originó a partir de la propuesta de resolución sobre la situación de los derechos humanos en la isla que presentó Uruguay para ser considerada ante la Comisión de Derechos Humanos de la Organización de las Naciones Unidas, pidiendo que hubiera mejoras, por la cual Castro tildó a Batlle de «trasnochado y abyecto Judas» y «nadie se acordará de él [Batlle] en ocho o diez años». Aprobada la resolución, Raúl Castro expresó que Uruguay «le tocó la tarea de lamer las botas del imperio».
Uruguay, desde mediados de 2001, había adoptado una posición en la que condenaba la violación de los derechos humanos en Cuba y al mismo tiempo se oponía al embargo de Estados Unidos a Cuba y otras sanciones económicas. En la Conferencia Internacional sobre la Financiación para el Desarrollo en Monterrey, Batlle dijo sobre Cuba que «hace 44 años que mantiene las mismas teorías económicas con las que, notoriamente, a cuba le va horrible», y más adelante, condenó la situación de los derechos humanos en Cuba, además de decir que no tenía un sistema democrático. Para el mes de abril, el canciller de Cuba Felipe Pérez Roque tachó a Uruguay de «genuflexo y servil», diciendo que el país había cambiado su voto en la ONU por carne. Debido a estas declaraciones, el ministro de relaciones exteriores Didier Opertti, con el embajador de Uruguay en Cuba Enrique Estrázulas, le dio un plazo para retractarse. En ese tiempo las autoridades uruguayas comenzaron a trabajar en un proyecto sobre la situación de los derechos humanos en Cuba y para permitir el ingreso de observadores internacionales a la isla. Uruguay entonces impulsó en la Cumbre de Jefes de Estado del Grupo de Río la aprobación de la resolución, en la que se reconoce los «esfuerzos cubanos [en materia de] derechos sociales de la población, pese a un entorno internacional adverso» y pidió que el gobierno cubano avance en el reconocimiento de los derechos humanos.

### Fortalecimiento del vínculo diplomático con Estados Unidos

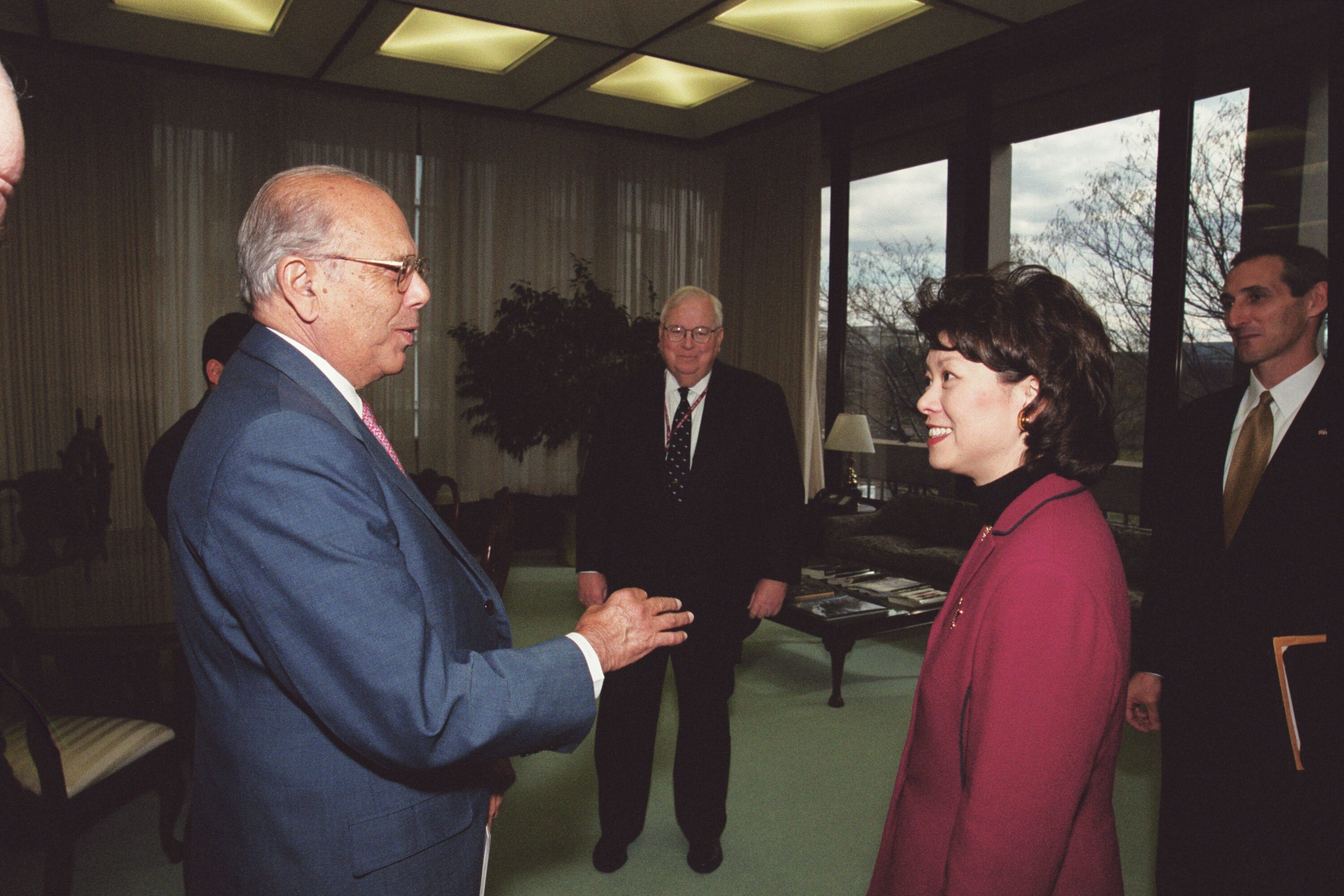
Batlle junto a Elaine Chao, secretaria de Trabajo de los Estados Unidos, 2002.

Durante el período el relacionamiento de Uruguay con Estados Unidos tuvo un gran acercamiento. Batlle conoció al presidente George W. Bush en el 2001, cuando el mandatario estadounidense le agradeció la ayuda por la situación con China, cuyo origen se dio durante la visita del presidente de la República Popular China Jiang Zemin a Uruguay, durante la cual Batlle conversó con Jiang en alemán. Durante esta conversación, el presidente chino le comentó a Batlle que tenía un problema para arreglar con Bush, haciendo referencia al incidente de la isla de Hainan donde chocó un avión espía estadounidense con un avión militar chino y este último cayó, posteriormente la aeronave estadounidense aterrizó sin responder las alertas de los operadores aéreos chinos y los 24 tripulantes de la nave americana terminaron siendo arrestados, lo que generó los reclamos de Bush para que los liberaran. Batlle le sugirió que comenzara las tratativas a través del padre George H. W. Bush que a través de él llegaría mejor a su hijo. A partir de entonces comenzó a establercerse un diálogo entre ambos países para poder resolver la situación.
Durante la III Cumbre de las Américas, defendió con fervor el avance del Área de Libre Comercio de las Américas para alcanzar el libre comercio entre los países asociados, planteando con sentido de urgencia que cuanto antes, mejor.

### Firma de un Acuerdo sobre Promoción y Protección de Inversiones entre Finlandia y Uruguay
El 21 de marzo de 2002 representantes de los gobiernos de Finlandia y de Uruguay firmaron en Montevideo el 21 de marzo de 2002 un Acuerdo sobre Promoción y Protección de Inversiones entre ambos países, que fue aprobado por la Asamblea General el 12 de mayo de 2004, a partir de entonces entrando en vigencia. Este acuerdo internacional, sumada a la ya existente normativa interna de promoción de inversiones, incidió en la llegada de la hasta entonces inversión extranjera más grande de la historia de Uruguay, la instalación de la planta de celulosa de Botnia.

## Controversias

### Declaraciones de Batlle sobre los argentinos (el «escándalo Bloomberg»)
El 3 de junio de 2002 se difundió en la televisión argentina una entrevista con declaraciones polémicas del presidente Jorge Batlle para el medio Bloomberg, grabada en el Edificio Libertad, sede del Ejecutivo, el 30 de mayo de ese año y realizada por los periodistas Martín Boerr (argentino) y David Plumb (estadounidense). Las declaraciones polémicas se dieron en la conversación que tuvo con Boerr al término de la entrevista con este periodista que, por su naturaleza, no era para ser grabada. Si bien un funcionario de presidencia le preguntó al camarógrafo de Bloomberg si seguía grabando, a lo que respondió que no graban lo que es considerado off the record, en realidad seguía grabando. Entonces quedó registrado el diálogo en el que realizó comentarios controvertidos, sobre la clase política argentina:

Estimado amigo, en el 2001 la situación argentina con los problemas argentinos. ¡Una manga de ladrones del primero al último! ¿Entiende? Como dijo el señor Barrionuevo: “si nos dejamos de robar dos años, vamo'a andar bien”. ¡Ahora, no compare Argentina con Uruguay! ¿O usted es un ignorante absoluto de la realidad argentina y de la realidad uruguaya? ¿Sabe cómo se manejan las cosas en Argentina? ¿Sabe la clase, el volumen y magnitud de corrupción que hay en Argentina?
Jorge Batlle

y también sobre el entonces presidente de Argentina Eduardo Duhalde:

¿Pero cómo le voy a plantear a Duhalde nada, querido? No le puedo plantear a Duhalde nada. No tiene fuerza política, no sabe a dónde va. ¿Cómo le voy a plantear nada a Duhalde?
Jorge Batlle

La grabación rápidamente se viralizó, y no tardaron en aparecer repercusiones en la vida pública argentina y críticas de parte de la oposición en Uruguay. El presidente argentino citó al embajador de Uruguay ante Argentina para pedir explicaciones. Batlle se dio cuenta del error que cometió y le pidió disculpas por teléfono, pero Duhalde exigió que estas fueran hechas en persona en Buenos Aires. Realizó una conferencia de prensa en el Edificio Libertad en donde expuso sus razones y al día siguiente se dirigió a la residencia de Olivos en Buenos Aires para encontrarse con Duhalde. Durante este encuentro público se disculpó reiteradamente, explicó sus expresiones como producto de que lo «sacaron de sus casillas» y provocaron su enojo en un tiempo en que Uruguay estaba al borde de una crisis y terminó su exposición visiblemente emocionado. El presidente Duhalde, serio durante toda la reunión, dio por terminado el incidente y saludó a Batlle.

## Encuestas de opinión
La aprobación presidencial de Jorge Batlle comenzó con unos niveles altos, desde el inicio del período gubernamental hasta fines de 2001 la opinión pública de la gestión del presidente era bastante favorable, llegando a un 58% a mediados del 2000, aunque esto era más bien reflejo de factores políticos como el avance en materia de derechos humanos con la creación de la Comisión para la Paz, su visión liberal de apertura al mundo en contraposición del proteccionismo en países desarrollados, e incluso por la imagen personal del presidente, a pesar de que la economía estaba viviendo un proceso de recesión desde 1998. Sin embargo, cuando el deterioro económico comenzó a sentirse a partir de fines del 2001, estos niveles comenzaron a descender.
La popularidad presidencial comenzó a descender de forma perceptible ya en febrero de 2002, con una fuerte caída en junio de 2002 cuando llegó lo peor de la crisis económica, para terminar con un índice aproximado del 15% a fines del 2002. De forma paralela, la desaprobación presidencial pasó de aproximadamente un 25% a un 60%. A mediados de 2003 cuando había indicios de que la economía uruguaya comenzaba a recuperarse, el nivel de aprobación tuvo un pequeño aumento, que para agosto de 2003 llegaba a un 17% de los encuestados (frente a un 56% de desaprobación y un 27% calificándola como «regular»).
En 2004 la aprobación presidencial comenzó a caer nuevamente, reduciéndose en un 4% y con aumentos en la desaprobación, lo que se explicaba probablemente por el clima de campaña electoral que se vivía en ese momento. Durante el momento más intenso de la campaña la aprobación llegó a caer al 5%, explicado en parte por la reducción en el caudal electoral del Partido Colorado, los discursos de campaña en oposición de los candidatos del Partido Nacional y del Frente Amplio, además que la opinión de la población era la de responsabilizar al gobierno por la crisis del 2002, pero pensar la recuperación económica como fruto de factores externos. Al terminar la campaña en el 2004 la aprobación de diciembre de 2004 aumento a un 16% para cerca de fines de su período.